# Sarcoglyphis arunachalensis
Sarcoglyphis arunachalensis là một loài thực vật có hoa trong họ Lan. Loài này được A.N.Rao miêu tả khoa học đầu tiên năm 1990.